# 聯合譜半徑
聯合譜半徑（joint spectral radius）為一數學名詞，是將傳統上針對矩陣的谱半径表示法，擴展到矩陣集合的表示法。近年來此表示法已應用在許多工程領域中，也是目前研究的熱門主題。

## 概述
矩陣集合的聯合譜半徑是在集合中矩陣乘積的最大漸近成長率。針對有限集合（或是更廣義的緊湊集合）{\displaystyle {\mathcal {M}}=\{A_{1},\dots ,A_{m}\}\subset \mathbb {R} ^{n\times n},}，其聯合譜半徑定義如下：
{\displaystyle \rho ({\mathcal {M}})=\lim _{k\to \infty }\max {\{\|A_{i_{1}}\cdots A_{i_{k}}\|^{1/k}:A_{i}\in {\mathcal {M}}\}}.\,}
可以證明其極限存在，而且其數值不會隨所選擇的矩陣範數種類而改變（這對任何矩陣範數都成立，不過若矩陣範數有次可乘性sub-multiplicative，更容易證明）。聯合譜半徑的概念是在1960年由麻省理工学院的兩位數學家吉安-卡洛·羅塔及威廉·吉爾伯特·斯特朗發明，不過在英格丽·多贝西及傑佛瑞·拉加里亞斯的研究後，才開始受到注意，他們證明了聯合譜半徑可以用來描述特定小波函數的光滑性。之後就提出了許多相關的應用。目前已知聯合譜半徑的量值求值，不論是要計算或只是近似，在運算複雜度上都是NP困难，就算集合{\displaystyle {\mathcal {M}}}中只有二個矩陣，其中所有非零元素都相同也是一樣。而且，{\displaystyle \rho \leq 1?} 這個問題是不可判定问题。不過，近年來已對此問題有多一些的瞭解，似乎在實務上，可以計算聯合譜半徑到令人滿意的精度，而且對於一些工程及數學問題，可以有一些有趣的洞察。

## 計算

### 近似演算法
雖然在聯合譜半徑的可計算性理論上有一些負面的結果，不過已有提出一些在實務上可以良好運作的方法。目前已找到演算法，可以達到任意的精度，所需要的時間也是事先可以計算得知。這類的演算法可以視為是近似向量範數（稱為極值範數extremal norm）中的單位球。一般會將演算法分為兩類：第一類是多義範數法（polytope norm method），透過計算點的長軌跡來建構極值範數，此方法的好處是在最理想的情形下，此方法可以找到聯合譜半徑的精確值，而且可以證明這個值就是正確值。
第二種方式是用「近代最佳化技巧」（modern optimization techniques）來近似極值範數，例如橢圓範數近似（ellipsoid norm approximation）、半正定规划、多項式平方和、圓錐規劃。這些方法的好處是容易實現，而且實務上此方式所產生的聯合譜半徑，一般來說是在最理想的範圍內。

### 有限性猜想
有關聯合譜半徑的可計算性，存在以下的猜想：
「針對任何有限個的矩陣集合{\displaystyle {\mathcal {M}}\subset \mathbb {R} ^{n\times n},}，存在一個矩陣乘積{\displaystyle A_{1}\dots A_{t}}使得 
{\displaystyle \rho ({\mathcal {M}})=\rho (A_{1}\dots A_{t})^{1/t}.}」
上式中的「{\displaystyle \rho (A_{1}\dots A_{t})}」是指矩陣{\displaystyle A_{1}\dots A_{t}}在傳統意義下的谱半径。
此猜想在1995年提出，在2003年證否。在參考資料中的反例用到了進階的量度理論（measure-theoretical）概念。之後，也找到了許多的反例，包括只用到簡單組合數學性質的矩陣以及另一個用到動態系統概念的反例。近來也提出了一顯式的反例。許多相關的問題還沒有證明，例如對於成對的邏輯矩陣，此猜想是否成立。

## 應用
聯合譜半徑的出現，是為了作為離散時間切換动力系统的穩定性條件。而以下方程定義的系統
{\displaystyle x_{t+1}=A_{t}x_{t},\quad A_{t}\in {\mathcal {M}}\,\forall t}
為李雅普诺夫稳定性若而唯若{\displaystyle \rho ({\mathcal {M}})<1.}。
因為英格丽·多贝西及傑佛瑞·拉加里亞斯將聯合譜半徑應用在小波函數的連續性上，因此聯合譜半徑受到許多人的注意。之後的應用包括有數論、信息理論、自治代理共識、字的組合數學等。

## 相關的表示法
聯合譜半徑是將一個矩陣的谱半径擴展到矩陣集合。不過也有其他可以適用於多個矩陣的量化表示法：
- 聯合譜次幅（joint spectral subradius）表示由{\displaystyle {\mathcal {M}}}產生的半群最小成長速率乘積。
- p-半徑（p-radius）表示此半群內乘積範數之{\displaystyle L_{p}}平均的成長速率。
- 矩陣集合的李亞普諾夫指數（Lyapunov exponent）表示其幾何平均的成長速率。

## 延伸閱讀
- Raphael M. Jungers. . Springer. 2009. ISBN 978-3-540-95979-3.

- Vincent D. Blondel; Michael Karow; Vladimir Protassov; Fabian R. Wirth (编).  428. Elsevier. 2008. |journal=被忽略 (帮助); |issue=被忽略 (帮助)

- Antonio Cicone.  (PDF). 2011  [2020-01-28]. （原始内容 (PDF)存档于2012-03-31）.

- Jacques Theys.  (PDF). 2005  [2020-01-28]. （原始内容 (PDF)存档于2007-06-13）.